# Mesopauze

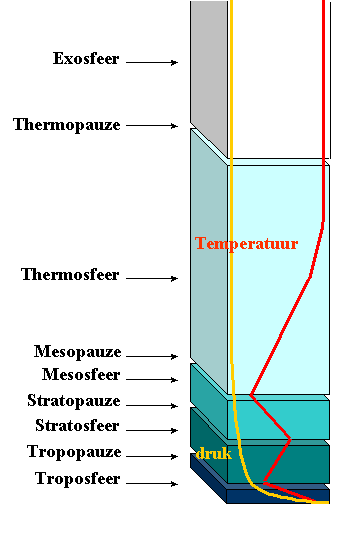
Opbouw van de atmosfeer.

De mesopauze markeert de overgang tussen de mesosfeer en de thermosfeer. De mesopauze bevindt zich op een hoogte van 80 à 85 km en wordt gekenmerkt door een omslag in het temperatuursgradiënt. In de mesosfeer neemt de temperatuur af terwijl in de thermosfeer de temperatuur toeneemt bij toenemende hoogte.
De temperatuur varieert tussen de -80 à -100°C. Dit is de laagste temperatuur in de aardatmosfeer. De druk is slechts 1/10.000e van de luchtdruk op zeeniveau.
Troposfeer · Tropopauze · Stratosfeer · Stratopauze · Mesosfeer · Mesopauze · Thermosfeer · Thermopauze · Exosfeer